# Reserva natural de Srébarna
La reserva natural de Srébarna (en búlgaro: Природен резерват Сребърна, transliterado como Priroden rezervat Srebarna) es una reserva natural en el noreste de Bulgaria, a 18 km al oeste de la ciudad de  Silistra y 2 km al sur del río Danubio. Comprende el lago Srébarna y sus alrededores y se encuentra en la Vía Pontica, una ruta de migración de aves entre Europa y África.
La reserva tiene un área protegida de 6 km², con una zona de protección de 5,4 km². La profundidad del lago varía de 1−3 m. Hay un museo al lado, con una colección de especies disecadas que habitan en la reserva.

## Historia
El lago Srébarna fue objeto de estudio en los siglos pasados (XIX-XX): el primer científico búlgaro en tomar interés en la zona fue Aleksi Petrov, que visitó la reserva en 1911. En 1913, la provincia del "sur de Dobrudja" se incorporó a Rumania, aunque el territorio volvió a Bulgaria en 1940, cuando la zona fue visitada una vez más por Petrov para examinar las colonias de aves que vivían allí. 
La zona fue declarada reserva natural en 1948 y sitio Ramsar en 1975. La reserva se incluyó en el Patrimonio de la Humanidad por la Unesco en 1983.

## Leyendas
Hay muchas leyendas sobre el origen del nombre del lago. Una versión habla de un barco lleno de plata (srebro, la plata en búlgaro) a lo largo de las orillas del lago. De acuerdo con otra versión, un poco más lógica, el nombre proviene de los plateados reflejos en la superficie del lago durante la luna llena. 

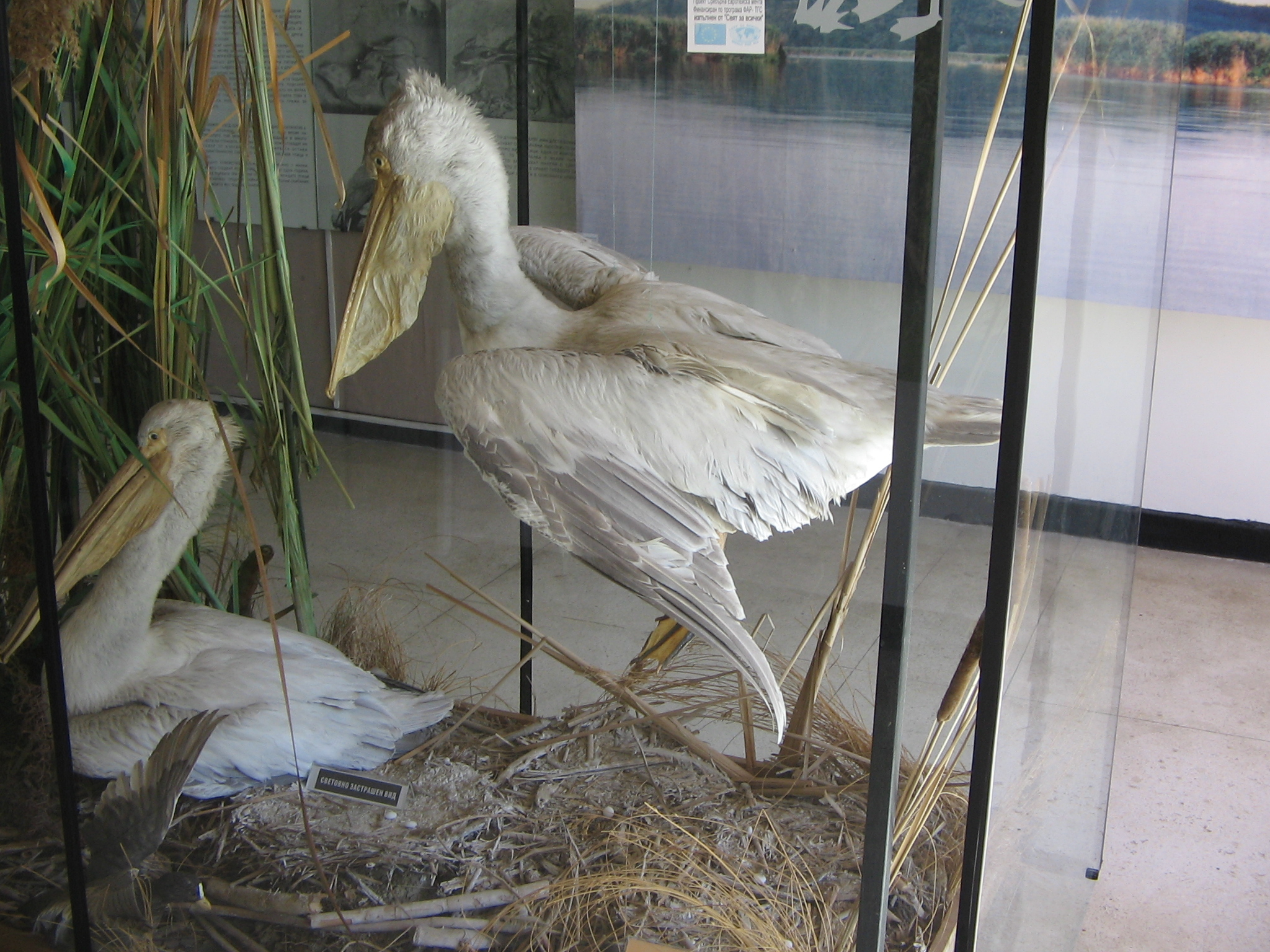
Pelicanos disecados en el museo.

## Flora
Hay muchas plantas y especies acuáticas como el carrizo que habita dentro y en los alrededores del lago. El lago es hogar de más de 67 especies de plantas que, fuera de este hábitat, se encuentran en peligro de extinción.

## Fauna
Hay una gran variedad de fauna en la zona: 39 especies de mamíferos, 21 de reptiles y anfibios y 10 especies de peces; la zona es famosa por las 179 especies de aves que anidan en su territorio, como el pelicano ceñudo, el cisne común, el pato, el ánsar común , el aguilucho lagunero, el paridae, la garza y el cormorán.